# Взяття на проході
Взяття́ на прохо́ді (або бите поле, фр. en passant — "на проході") — шаховий термін, який означає особливий хід пішаком у партії, коли пішак одного гравця забирає пішака суперника на сусідній (по горизонталі) клітинці. 

Взяття на проході можливе в ситуації, коли пішак перемістився з початкового положення на два поля вперед та став на сусідню клітину з пішаком суперника. При цьому пішака, який взяв пішака суперника на проході, ставлять на 1 клітинку за збитим пішаком. Взяття на проході можливе лише наступним ходом, і якщо гравець одразу не використав своє право взяти пішак на проході, то надалі взяття цього пішака на проході неможливе.

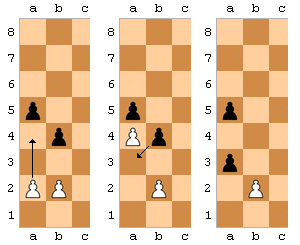
Приклад
Білий пішак бере на проході чорного

Правило відоме з XV століття. Воно було введене приблизно в той же час, коли й право ходити пішаком зі стартової позиції одразу на 2 поля вперед. 
Взяття на проході — одна з головних тем в області ретроградного аналізу.
Взяття на проході є складовою теми Валадао таск.
У шаховій композиції допускається на першому ході рішення взяття пішака на проході, якщо можна довести, що попереднім ходом саме цей пішак рухався на два поля. У цьому випадку не має існувати жодної доказової партії, яка закінчується  іншим ходом.
У 1930 р. журнал  «Швальбе» провів  тематичний конкурс із розробки механізму «взяття на проході».  

## Приклади
|   | a | b | c | d | e | f | g | h |   |
| 8 | b5 чорний пішак · d5 білий пішак · c4 чорний пішак · g4 білий король · h4 білий кінь · c3 білий пішак · f3 білий слон · h3 білий пішак · b2 білий пішак · f2 чорний пішак · g2 чорний пішак · h2 чорний пішак · f1 білий кінь · h1 чорний король | b5 чорний пішак · d5 білий пішак · c4 чорний пішак · g4 білий король · h4 білий кінь · c3 білий пішак · f3 білий слон · h3 білий пішак · b2 білий пішак · f2 чорний пішак · g2 чорний пішак · h2 чорний пішак · f1 білий кінь · h1 чорний король | b5 чорний пішак · d5 білий пішак · c4 чорний пішак · g4 білий король · h4 білий кінь · c3 білий пішак · f3 білий слон · h3 білий пішак · b2 білий пішак · f2 чорний пішак · g2 чорний пішак · h2 чорний пішак · f1 білий кінь · h1 чорний король | b5 чорний пішак · d5 білий пішак · c4 чорний пішак · g4 білий король · h4 білий кінь · c3 білий пішак · f3 білий слон · h3 білий пішак · b2 білий пішак · f2 чорний пішак · g2 чорний пішак · h2 чорний пішак · f1 білий кінь · h1 чорний король | b5 чорний пішак · d5 білий пішак · c4 чорний пішак · g4 білий король · h4 білий кінь · c3 білий пішак · f3 білий слон · h3 білий пішак · b2 білий пішак · f2 чорний пішак · g2 чорний пішак · h2 чорний пішак · f1 білий кінь · h1 чорний король | b5 чорний пішак · d5 білий пішак · c4 чорний пішак · g4 білий король · h4 білий кінь · c3 білий пішак · f3 білий слон · h3 білий пішак · b2 білий пішак · f2 чорний пішак · g2 чорний пішак · h2 чорний пішак · f1 білий кінь · h1 чорний король | b5 чорний пішак · d5 білий пішак · c4 чорний пішак · g4 білий король · h4 білий кінь · c3 білий пішак · f3 білий слон · h3 білий пішак · b2 білий пішак · f2 чорний пішак · g2 чорний пішак · h2 чорний пішак · f1 білий кінь · h1 чорний король | b5 чорний пішак · d5 білий пішак · c4 чорний пішак · g4 білий король · h4 білий кінь · c3 білий пішак · f3 білий слон · h3 білий пішак · b2 білий пішак · f2 чорний пішак · g2 чорний пішак · h2 чорний пішак · f1 білий кінь · h1 чорний король | 8 |
| 7 | b5 чорний пішак · d5 білий пішак · c4 чорний пішак · g4 білий король · h4 білий кінь · c3 білий пішак · f3 білий слон · h3 білий пішак · b2 білий пішак · f2 чорний пішак · g2 чорний пішак · h2 чорний пішак · f1 білий кінь · h1 чорний король | b5 чорний пішак · d5 білий пішак · c4 чорний пішак · g4 білий король · h4 білий кінь · c3 білий пішак · f3 білий слон · h3 білий пішак · b2 білий пішак · f2 чорний пішак · g2 чорний пішак · h2 чорний пішак · f1 білий кінь · h1 чорний король | b5 чорний пішак · d5 білий пішак · c4 чорний пішак · g4 білий король · h4 білий кінь · c3 білий пішак · f3 білий слон · h3 білий пішак · b2 білий пішак · f2 чорний пішак · g2 чорний пішак · h2 чорний пішак · f1 білий кінь · h1 чорний король | b5 чорний пішак · d5 білий пішак · c4 чорний пішак · g4 білий король · h4 білий кінь · c3 білий пішак · f3 білий слон · h3 білий пішак · b2 білий пішак · f2 чорний пішак · g2 чорний пішак · h2 чорний пішак · f1 білий кінь · h1 чорний король | b5 чорний пішак · d5 білий пішак · c4 чорний пішак · g4 білий король · h4 білий кінь · c3 білий пішак · f3 білий слон · h3 білий пішак · b2 білий пішак · f2 чорний пішак · g2 чорний пішак · h2 чорний пішак · f1 білий кінь · h1 чорний король | b5 чорний пішак · d5 білий пішак · c4 чорний пішак · g4 білий король · h4 білий кінь · c3 білий пішак · f3 білий слон · h3 білий пішак · b2 білий пішак · f2 чорний пішак · g2 чорний пішак · h2 чорний пішак · f1 білий кінь · h1 чорний король | b5 чорний пішак · d5 білий пішак · c4 чорний пішак · g4 білий король · h4 білий кінь · c3 білий пішак · f3 білий слон · h3 білий пішак · b2 білий пішак · f2 чорний пішак · g2 чорний пішак · h2 чорний пішак · f1 білий кінь · h1 чорний король | b5 чорний пішак · d5 білий пішак · c4 чорний пішак · g4 білий король · h4 білий кінь · c3 білий пішак · f3 білий слон · h3 білий пішак · b2 білий пішак · f2 чорний пішак · g2 чорний пішак · h2 чорний пішак · f1 білий кінь · h1 чорний король | 7 |
| 6 | b5 чорний пішак · d5 білий пішак · c4 чорний пішак · g4 білий король · h4 білий кінь · c3 білий пішак · f3 білий слон · h3 білий пішак · b2 білий пішак · f2 чорний пішак · g2 чорний пішак · h2 чорний пішак · f1 білий кінь · h1 чорний король | b5 чорний пішак · d5 білий пішак · c4 чорний пішак · g4 білий король · h4 білий кінь · c3 білий пішак · f3 білий слон · h3 білий пішак · b2 білий пішак · f2 чорний пішак · g2 чорний пішак · h2 чорний пішак · f1 білий кінь · h1 чорний король | b5 чорний пішак · d5 білий пішак · c4 чорний пішак · g4 білий король · h4 білий кінь · c3 білий пішак · f3 білий слон · h3 білий пішак · b2 білий пішак · f2 чорний пішак · g2 чорний пішак · h2 чорний пішак · f1 білий кінь · h1 чорний король | b5 чорний пішак · d5 білий пішак · c4 чорний пішак · g4 білий король · h4 білий кінь · c3 білий пішак · f3 білий слон · h3 білий пішак · b2 білий пішак · f2 чорний пішак · g2 чорний пішак · h2 чорний пішак · f1 білий кінь · h1 чорний король | b5 чорний пішак · d5 білий пішак · c4 чорний пішак · g4 білий король · h4 білий кінь · c3 білий пішак · f3 білий слон · h3 білий пішак · b2 білий пішак · f2 чорний пішак · g2 чорний пішак · h2 чорний пішак · f1 білий кінь · h1 чорний король | b5 чорний пішак · d5 білий пішак · c4 чорний пішак · g4 білий король · h4 білий кінь · c3 білий пішак · f3 білий слон · h3 білий пішак · b2 білий пішак · f2 чорний пішак · g2 чорний пішак · h2 чорний пішак · f1 білий кінь · h1 чорний король | b5 чорний пішак · d5 білий пішак · c4 чорний пішак · g4 білий король · h4 білий кінь · c3 білий пішак · f3 білий слон · h3 білий пішак · b2 білий пішак · f2 чорний пішак · g2 чорний пішак · h2 чорний пішак · f1 білий кінь · h1 чорний король | b5 чорний пішак · d5 білий пішак · c4 чорний пішак · g4 білий король · h4 білий кінь · c3 білий пішак · f3 білий слон · h3 білий пішак · b2 білий пішак · f2 чорний пішак · g2 чорний пішак · h2 чорний пішак · f1 білий кінь · h1 чорний король | 6 |
| 5 | b5 чорний пішак · d5 білий пішак · c4 чорний пішак · g4 білий король · h4 білий кінь · c3 білий пішак · f3 білий слон · h3 білий пішак · b2 білий пішак · f2 чорний пішак · g2 чорний пішак · h2 чорний пішак · f1 білий кінь · h1 чорний король | b5 чорний пішак · d5 білий пішак · c4 чорний пішак · g4 білий король · h4 білий кінь · c3 білий пішак · f3 білий слон · h3 білий пішак · b2 білий пішак · f2 чорний пішак · g2 чорний пішак · h2 чорний пішак · f1 білий кінь · h1 чорний король | b5 чорний пішак · d5 білий пішак · c4 чорний пішак · g4 білий король · h4 білий кінь · c3 білий пішак · f3 білий слон · h3 білий пішак · b2 білий пішак · f2 чорний пішак · g2 чорний пішак · h2 чорний пішак · f1 білий кінь · h1 чорний король | b5 чорний пішак · d5 білий пішак · c4 чорний пішак · g4 білий король · h4 білий кінь · c3 білий пішак · f3 білий слон · h3 білий пішак · b2 білий пішак · f2 чорний пішак · g2 чорний пішак · h2 чорний пішак · f1 білий кінь · h1 чорний король | b5 чорний пішак · d5 білий пішак · c4 чорний пішак · g4 білий король · h4 білий кінь · c3 білий пішак · f3 білий слон · h3 білий пішак · b2 білий пішак · f2 чорний пішак · g2 чорний пішак · h2 чорний пішак · f1 білий кінь · h1 чорний король | b5 чорний пішак · d5 білий пішак · c4 чорний пішак · g4 білий король · h4 білий кінь · c3 білий пішак · f3 білий слон · h3 білий пішак · b2 білий пішак · f2 чорний пішак · g2 чорний пішак · h2 чорний пішак · f1 білий кінь · h1 чорний король | b5 чорний пішак · d5 білий пішак · c4 чорний пішак · g4 білий король · h4 білий кінь · c3 білий пішак · f3 білий слон · h3 білий пішак · b2 білий пішак · f2 чорний пішак · g2 чорний пішак · h2 чорний пішак · f1 білий кінь · h1 чорний король | b5 чорний пішак · d5 білий пішак · c4 чорний пішак · g4 білий король · h4 білий кінь · c3 білий пішак · f3 білий слон · h3 білий пішак · b2 білий пішак · f2 чорний пішак · g2 чорний пішак · h2 чорний пішак · f1 білий кінь · h1 чорний король | 5 |
| 4 | b5 чорний пішак · d5 білий пішак · c4 чорний пішак · g4 білий король · h4 білий кінь · c3 білий пішак · f3 білий слон · h3 білий пішак · b2 білий пішак · f2 чорний пішак · g2 чорний пішак · h2 чорний пішак · f1 білий кінь · h1 чорний король | b5 чорний пішак · d5 білий пішак · c4 чорний пішак · g4 білий король · h4 білий кінь · c3 білий пішак · f3 білий слон · h3 білий пішак · b2 білий пішак · f2 чорний пішак · g2 чорний пішак · h2 чорний пішак · f1 білий кінь · h1 чорний король | b5 чорний пішак · d5 білий пішак · c4 чорний пішак · g4 білий король · h4 білий кінь · c3 білий пішак · f3 білий слон · h3 білий пішак · b2 білий пішак · f2 чорний пішак · g2 чорний пішак · h2 чорний пішак · f1 білий кінь · h1 чорний король | b5 чорний пішак · d5 білий пішак · c4 чорний пішак · g4 білий король · h4 білий кінь · c3 білий пішак · f3 білий слон · h3 білий пішак · b2 білий пішак · f2 чорний пішак · g2 чорний пішак · h2 чорний пішак · f1 білий кінь · h1 чорний король | b5 чорний пішак · d5 білий пішак · c4 чорний пішак · g4 білий король · h4 білий кінь · c3 білий пішак · f3 білий слон · h3 білий пішак · b2 білий пішак · f2 чорний пішак · g2 чорний пішак · h2 чорний пішак · f1 білий кінь · h1 чорний король | b5 чорний пішак · d5 білий пішак · c4 чорний пішак · g4 білий король · h4 білий кінь · c3 білий пішак · f3 білий слон · h3 білий пішак · b2 білий пішак · f2 чорний пішак · g2 чорний пішак · h2 чорний пішак · f1 білий кінь · h1 чорний король | b5 чорний пішак · d5 білий пішак · c4 чорний пішак · g4 білий король · h4 білий кінь · c3 білий пішак · f3 білий слон · h3 білий пішак · b2 білий пішак · f2 чорний пішак · g2 чорний пішак · h2 чорний пішак · f1 білий кінь · h1 чорний король | b5 чорний пішак · d5 білий пішак · c4 чорний пішак · g4 білий король · h4 білий кінь · c3 білий пішак · f3 білий слон · h3 білий пішак · b2 білий пішак · f2 чорний пішак · g2 чорний пішак · h2 чорний пішак · f1 білий кінь · h1 чорний король | 4 |
| 3 | b5 чорний пішак · d5 білий пішак · c4 чорний пішак · g4 білий король · h4 білий кінь · c3 білий пішак · f3 білий слон · h3 білий пішак · b2 білий пішак · f2 чорний пішак · g2 чорний пішак · h2 чорний пішак · f1 білий кінь · h1 чорний король | b5 чорний пішак · d5 білий пішак · c4 чорний пішак · g4 білий король · h4 білий кінь · c3 білий пішак · f3 білий слон · h3 білий пішак · b2 білий пішак · f2 чорний пішак · g2 чорний пішак · h2 чорний пішак · f1 білий кінь · h1 чорний король | b5 чорний пішак · d5 білий пішак · c4 чорний пішак · g4 білий король · h4 білий кінь · c3 білий пішак · f3 білий слон · h3 білий пішак · b2 білий пішак · f2 чорний пішак · g2 чорний пішак · h2 чорний пішак · f1 білий кінь · h1 чорний король | b5 чорний пішак · d5 білий пішак · c4 чорний пішак · g4 білий король · h4 білий кінь · c3 білий пішак · f3 білий слон · h3 білий пішак · b2 білий пішак · f2 чорний пішак · g2 чорний пішак · h2 чорний пішак · f1 білий кінь · h1 чорний король | b5 чорний пішак · d5 білий пішак · c4 чорний пішак · g4 білий король · h4 білий кінь · c3 білий пішак · f3 білий слон · h3 білий пішак · b2 білий пішак · f2 чорний пішак · g2 чорний пішак · h2 чорний пішак · f1 білий кінь · h1 чорний король | b5 чорний пішак · d5 білий пішак · c4 чорний пішак · g4 білий король · h4 білий кінь · c3 білий пішак · f3 білий слон · h3 білий пішак · b2 білий пішак · f2 чорний пішак · g2 чорний пішак · h2 чорний пішак · f1 білий кінь · h1 чорний король | b5 чорний пішак · d5 білий пішак · c4 чорний пішак · g4 білий король · h4 білий кінь · c3 білий пішак · f3 білий слон · h3 білий пішак · b2 білий пішак · f2 чорний пішак · g2 чорний пішак · h2 чорний пішак · f1 білий кінь · h1 чорний король | b5 чорний пішак · d5 білий пішак · c4 чорний пішак · g4 білий король · h4 білий кінь · c3 білий пішак · f3 білий слон · h3 білий пішак · b2 білий пішак · f2 чорний пішак · g2 чорний пішак · h2 чорний пішак · f1 білий кінь · h1 чорний король | 3 |
| 2 | b5 чорний пішак · d5 білий пішак · c4 чорний пішак · g4 білий король · h4 білий кінь · c3 білий пішак · f3 білий слон · h3 білий пішак · b2 білий пішак · f2 чорний пішак · g2 чорний пішак · h2 чорний пішак · f1 білий кінь · h1 чорний король | b5 чорний пішак · d5 білий пішак · c4 чорний пішак · g4 білий король · h4 білий кінь · c3 білий пішак · f3 білий слон · h3 білий пішак · b2 білий пішак · f2 чорний пішак · g2 чорний пішак · h2 чорний пішак · f1 білий кінь · h1 чорний король | b5 чорний пішак · d5 білий пішак · c4 чорний пішак · g4 білий король · h4 білий кінь · c3 білий пішак · f3 білий слон · h3 білий пішак · b2 білий пішак · f2 чорний пішак · g2 чорний пішак · h2 чорний пішак · f1 білий кінь · h1 чорний король | b5 чорний пішак · d5 білий пішак · c4 чорний пішак · g4 білий король · h4 білий кінь · c3 білий пішак · f3 білий слон · h3 білий пішак · b2 білий пішак · f2 чорний пішак · g2 чорний пішак · h2 чорний пішак · f1 білий кінь · h1 чорний король | b5 чорний пішак · d5 білий пішак · c4 чорний пішак · g4 білий король · h4 білий кінь · c3 білий пішак · f3 білий слон · h3 білий пішак · b2 білий пішак · f2 чорний пішак · g2 чорний пішак · h2 чорний пішак · f1 білий кінь · h1 чорний король | b5 чорний пішак · d5 білий пішак · c4 чорний пішак · g4 білий король · h4 білий кінь · c3 білий пішак · f3 білий слон · h3 білий пішак · b2 білий пішак · f2 чорний пішак · g2 чорний пішак · h2 чорний пішак · f1 білий кінь · h1 чорний король | b5 чорний пішак · d5 білий пішак · c4 чорний пішак · g4 білий король · h4 білий кінь · c3 білий пішак · f3 білий слон · h3 білий пішак · b2 білий пішак · f2 чорний пішак · g2 чорний пішак · h2 чорний пішак · f1 білий кінь · h1 чорний король | b5 чорний пішак · d5 білий пішак · c4 чорний пішак · g4 білий король · h4 білий кінь · c3 білий пішак · f3 білий слон · h3 білий пішак · b2 білий пішак · f2 чорний пішак · g2 чорний пішак · h2 чорний пішак · f1 білий кінь · h1 чорний король | 2 |
| 1 | b5 чорний пішак · d5 білий пішак · c4 чорний пішак · g4 білий король · h4 білий кінь · c3 білий пішак · f3 білий слон · h3 білий пішак · b2 білий пішак · f2 чорний пішак · g2 чорний пішак · h2 чорний пішак · f1 білий кінь · h1 чорний король | b5 чорний пішак · d5 білий пішак · c4 чорний пішак · g4 білий король · h4 білий кінь · c3 білий пішак · f3 білий слон · h3 білий пішак · b2 білий пішак · f2 чорний пішак · g2 чорний пішак · h2 чорний пішак · f1 білий кінь · h1 чорний король | b5 чорний пішак · d5 білий пішак · c4 чорний пішак · g4 білий король · h4 білий кінь · c3 білий пішак · f3 білий слон · h3 білий пішак · b2 білий пішак · f2 чорний пішак · g2 чорний пішак · h2 чорний пішак · f1 білий кінь · h1 чорний король | b5 чорний пішак · d5 білий пішак · c4 чорний пішак · g4 білий король · h4 білий кінь · c3 білий пішак · f3 білий слон · h3 білий пішак · b2 білий пішак · f2 чорний пішак · g2 чорний пішак · h2 чорний пішак · f1 білий кінь · h1 чорний король | b5 чорний пішак · d5 білий пішак · c4 чорний пішак · g4 білий король · h4 білий кінь · c3 білий пішак · f3 білий слон · h3 білий пішак · b2 білий пішак · f2 чорний пішак · g2 чорний пішак · h2 чорний пішак · f1 білий кінь · h1 чорний король | b5 чорний пішак · d5 білий пішак · c4 чорний пішак · g4 білий король · h4 білий кінь · c3 білий пішак · f3 білий слон · h3 білий пішак · b2 білий пішак · f2 чорний пішак · g2 чорний пішак · h2 чорний пішак · f1 білий кінь · h1 чорний король | b5 чорний пішак · d5 білий пішак · c4 чорний пішак · g4 білий король · h4 білий кінь · c3 білий пішак · f3 білий слон · h3 білий пішак · b2 білий пішак · f2 чорний пішак · g2 чорний пішак · h2 чорний пішак · f1 білий кінь · h1 чорний король | b5 чорний пішак · d5 білий пішак · c4 чорний пішак · g4 білий король · h4 білий кінь · c3 білий пішак · f3 білий слон · h3 білий пішак · b2 білий пішак · f2 чорний пішак · g2 чорний пішак · h2 чорний пішак · f1 білий кінь · h1 чорний король | 1 |
|   | a | b | c | d | e | f | g | h |   |

В композиції складаючи задачі, проблемісти намагаються обійтися без пішаків. Справа в тому, що в задачах кожна фігура повинна діяти максимально активно, а пішака через його малорухомість і слабкість важко використати у всіх варіантах. Але хід пішака, пов'язаний зі взяттям на проході, веде інколи до нестандартних ідей та ситуацій. Діаграма О. Галицький, 1894р.
Після вступу 1. b4! виникає таких два варіанти:
1. ...Крg1 2. Cg2  h1Ф 3. Кf3+ Кр:g2 4. Кe3Х
1. ...сb 2. Се4! Крg1 3. Kf3+ Кр:f1 4. Сd3Х.
|   | a | b | c | d | e | f | g | h |   |
| 8 | e8 чорний кінь · f8 чорна тура · g8 білий слон · f7 чорний пішак · g5 білий пішак · d4 білий пішак · e4 чорний пішак · g4 чорний пішак · b3 білий пішак · c3 чорний пішак · d3 чорний король · e3 чорний пішак · a2 білий ферзь · c2 білий кінь · f2 білий пішак · a1 біла тура · e1 білий король · f1 чорний кінь · h1 білий кінь | e8 чорний кінь · f8 чорна тура · g8 білий слон · f7 чорний пішак · g5 білий пішак · d4 білий пішак · e4 чорний пішак · g4 чорний пішак · b3 білий пішак · c3 чорний пішак · d3 чорний король · e3 чорний пішак · a2 білий ферзь · c2 білий кінь · f2 білий пішак · a1 біла тура · e1 білий король · f1 чорний кінь · h1 білий кінь | e8 чорний кінь · f8 чорна тура · g8 білий слон · f7 чорний пішак · g5 білий пішак · d4 білий пішак · e4 чорний пішак · g4 чорний пішак · b3 білий пішак · c3 чорний пішак · d3 чорний король · e3 чорний пішак · a2 білий ферзь · c2 білий кінь · f2 білий пішак · a1 біла тура · e1 білий король · f1 чорний кінь · h1 білий кінь | e8 чорний кінь · f8 чорна тура · g8 білий слон · f7 чорний пішак · g5 білий пішак · d4 білий пішак · e4 чорний пішак · g4 чорний пішак · b3 білий пішак · c3 чорний пішак · d3 чорний король · e3 чорний пішак · a2 білий ферзь · c2 білий кінь · f2 білий пішак · a1 біла тура · e1 білий король · f1 чорний кінь · h1 білий кінь | e8 чорний кінь · f8 чорна тура · g8 білий слон · f7 чорний пішак · g5 білий пішак · d4 білий пішак · e4 чорний пішак · g4 чорний пішак · b3 білий пішак · c3 чорний пішак · d3 чорний король · e3 чорний пішак · a2 білий ферзь · c2 білий кінь · f2 білий пішак · a1 біла тура · e1 білий король · f1 чорний кінь · h1 білий кінь | e8 чорний кінь · f8 чорна тура · g8 білий слон · f7 чорний пішак · g5 білий пішак · d4 білий пішак · e4 чорний пішак · g4 чорний пішак · b3 білий пішак · c3 чорний пішак · d3 чорний король · e3 чорний пішак · a2 білий ферзь · c2 білий кінь · f2 білий пішак · a1 біла тура · e1 білий король · f1 чорний кінь · h1 білий кінь | e8 чорний кінь · f8 чорна тура · g8 білий слон · f7 чорний пішак · g5 білий пішак · d4 білий пішак · e4 чорний пішак · g4 чорний пішак · b3 білий пішак · c3 чорний пішак · d3 чорний король · e3 чорний пішак · a2 білий ферзь · c2 білий кінь · f2 білий пішак · a1 біла тура · e1 білий король · f1 чорний кінь · h1 білий кінь | e8 чорний кінь · f8 чорна тура · g8 білий слон · f7 чорний пішак · g5 білий пішак · d4 білий пішак · e4 чорний пішак · g4 чорний пішак · b3 білий пішак · c3 чорний пішак · d3 чорний король · e3 чорний пішак · a2 білий ферзь · c2 білий кінь · f2 білий пішак · a1 біла тура · e1 білий король · f1 чорний кінь · h1 білий кінь | 8 |
| 7 | e8 чорний кінь · f8 чорна тура · g8 білий слон · f7 чорний пішак · g5 білий пішак · d4 білий пішак · e4 чорний пішак · g4 чорний пішак · b3 білий пішак · c3 чорний пішак · d3 чорний король · e3 чорний пішак · a2 білий ферзь · c2 білий кінь · f2 білий пішак · a1 біла тура · e1 білий король · f1 чорний кінь · h1 білий кінь | e8 чорний кінь · f8 чорна тура · g8 білий слон · f7 чорний пішак · g5 білий пішак · d4 білий пішак · e4 чорний пішак · g4 чорний пішак · b3 білий пішак · c3 чорний пішак · d3 чорний король · e3 чорний пішак · a2 білий ферзь · c2 білий кінь · f2 білий пішак · a1 біла тура · e1 білий король · f1 чорний кінь · h1 білий кінь | e8 чорний кінь · f8 чорна тура · g8 білий слон · f7 чорний пішак · g5 білий пішак · d4 білий пішак · e4 чорний пішак · g4 чорний пішак · b3 білий пішак · c3 чорний пішак · d3 чорний король · e3 чорний пішак · a2 білий ферзь · c2 білий кінь · f2 білий пішак · a1 біла тура · e1 білий король · f1 чорний кінь · h1 білий кінь | e8 чорний кінь · f8 чорна тура · g8 білий слон · f7 чорний пішак · g5 білий пішак · d4 білий пішак · e4 чорний пішак · g4 чорний пішак · b3 білий пішак · c3 чорний пішак · d3 чорний король · e3 чорний пішак · a2 білий ферзь · c2 білий кінь · f2 білий пішак · a1 біла тура · e1 білий король · f1 чорний кінь · h1 білий кінь | e8 чорний кінь · f8 чорна тура · g8 білий слон · f7 чорний пішак · g5 білий пішак · d4 білий пішак · e4 чорний пішак · g4 чорний пішак · b3 білий пішак · c3 чорний пішак · d3 чорний король · e3 чорний пішак · a2 білий ферзь · c2 білий кінь · f2 білий пішак · a1 біла тура · e1 білий король · f1 чорний кінь · h1 білий кінь | e8 чорний кінь · f8 чорна тура · g8 білий слон · f7 чорний пішак · g5 білий пішак · d4 білий пішак · e4 чорний пішак · g4 чорний пішак · b3 білий пішак · c3 чорний пішак · d3 чорний король · e3 чорний пішак · a2 білий ферзь · c2 білий кінь · f2 білий пішак · a1 біла тура · e1 білий король · f1 чорний кінь · h1 білий кінь | e8 чорний кінь · f8 чорна тура · g8 білий слон · f7 чорний пішак · g5 білий пішак · d4 білий пішак · e4 чорний пішак · g4 чорний пішак · b3 білий пішак · c3 чорний пішак · d3 чорний король · e3 чорний пішак · a2 білий ферзь · c2 білий кінь · f2 білий пішак · a1 біла тура · e1 білий король · f1 чорний кінь · h1 білий кінь | e8 чорний кінь · f8 чорна тура · g8 білий слон · f7 чорний пішак · g5 білий пішак · d4 білий пішак · e4 чорний пішак · g4 чорний пішак · b3 білий пішак · c3 чорний пішак · d3 чорний король · e3 чорний пішак · a2 білий ферзь · c2 білий кінь · f2 білий пішак · a1 біла тура · e1 білий король · f1 чорний кінь · h1 білий кінь | 7 |
| 6 | e8 чорний кінь · f8 чорна тура · g8 білий слон · f7 чорний пішак · g5 білий пішак · d4 білий пішак · e4 чорний пішак · g4 чорний пішак · b3 білий пішак · c3 чорний пішак · d3 чорний король · e3 чорний пішак · a2 білий ферзь · c2 білий кінь · f2 білий пішак · a1 біла тура · e1 білий король · f1 чорний кінь · h1 білий кінь | e8 чорний кінь · f8 чорна тура · g8 білий слон · f7 чорний пішак · g5 білий пішак · d4 білий пішак · e4 чорний пішак · g4 чорний пішак · b3 білий пішак · c3 чорний пішак · d3 чорний король · e3 чорний пішак · a2 білий ферзь · c2 білий кінь · f2 білий пішак · a1 біла тура · e1 білий король · f1 чорний кінь · h1 білий кінь | e8 чорний кінь · f8 чорна тура · g8 білий слон · f7 чорний пішак · g5 білий пішак · d4 білий пішак · e4 чорний пішак · g4 чорний пішак · b3 білий пішак · c3 чорний пішак · d3 чорний король · e3 чорний пішак · a2 білий ферзь · c2 білий кінь · f2 білий пішак · a1 біла тура · e1 білий король · f1 чорний кінь · h1 білий кінь | e8 чорний кінь · f8 чорна тура · g8 білий слон · f7 чорний пішак · g5 білий пішак · d4 білий пішак · e4 чорний пішак · g4 чорний пішак · b3 білий пішак · c3 чорний пішак · d3 чорний король · e3 чорний пішак · a2 білий ферзь · c2 білий кінь · f2 білий пішак · a1 біла тура · e1 білий король · f1 чорний кінь · h1 білий кінь | e8 чорний кінь · f8 чорна тура · g8 білий слон · f7 чорний пішак · g5 білий пішак · d4 білий пішак · e4 чорний пішак · g4 чорний пішак · b3 білий пішак · c3 чорний пішак · d3 чорний король · e3 чорний пішак · a2 білий ферзь · c2 білий кінь · f2 білий пішак · a1 біла тура · e1 білий король · f1 чорний кінь · h1 білий кінь | e8 чорний кінь · f8 чорна тура · g8 білий слон · f7 чорний пішак · g5 білий пішак · d4 білий пішак · e4 чорний пішак · g4 чорний пішак · b3 білий пішак · c3 чорний пішак · d3 чорний король · e3 чорний пішак · a2 білий ферзь · c2 білий кінь · f2 білий пішак · a1 біла тура · e1 білий король · f1 чорний кінь · h1 білий кінь | e8 чорний кінь · f8 чорна тура · g8 білий слон · f7 чорний пішак · g5 білий пішак · d4 білий пішак · e4 чорний пішак · g4 чорний пішак · b3 білий пішак · c3 чорний пішак · d3 чорний король · e3 чорний пішак · a2 білий ферзь · c2 білий кінь · f2 білий пішак · a1 біла тура · e1 білий король · f1 чорний кінь · h1 білий кінь | e8 чорний кінь · f8 чорна тура · g8 білий слон · f7 чорний пішак · g5 білий пішак · d4 білий пішак · e4 чорний пішак · g4 чорний пішак · b3 білий пішак · c3 чорний пішак · d3 чорний король · e3 чорний пішак · a2 білий ферзь · c2 білий кінь · f2 білий пішак · a1 біла тура · e1 білий король · f1 чорний кінь · h1 білий кінь | 6 |
| 5 | e8 чорний кінь · f8 чорна тура · g8 білий слон · f7 чорний пішак · g5 білий пішак · d4 білий пішак · e4 чорний пішак · g4 чорний пішак · b3 білий пішак · c3 чорний пішак · d3 чорний король · e3 чорний пішак · a2 білий ферзь · c2 білий кінь · f2 білий пішак · a1 біла тура · e1 білий король · f1 чорний кінь · h1 білий кінь | e8 чорний кінь · f8 чорна тура · g8 білий слон · f7 чорний пішак · g5 білий пішак · d4 білий пішак · e4 чорний пішак · g4 чорний пішак · b3 білий пішак · c3 чорний пішак · d3 чорний король · e3 чорний пішак · a2 білий ферзь · c2 білий кінь · f2 білий пішак · a1 біла тура · e1 білий король · f1 чорний кінь · h1 білий кінь | e8 чорний кінь · f8 чорна тура · g8 білий слон · f7 чорний пішак · g5 білий пішак · d4 білий пішак · e4 чорний пішак · g4 чорний пішак · b3 білий пішак · c3 чорний пішак · d3 чорний король · e3 чорний пішак · a2 білий ферзь · c2 білий кінь · f2 білий пішак · a1 біла тура · e1 білий король · f1 чорний кінь · h1 білий кінь | e8 чорний кінь · f8 чорна тура · g8 білий слон · f7 чорний пішак · g5 білий пішак · d4 білий пішак · e4 чорний пішак · g4 чорний пішак · b3 білий пішак · c3 чорний пішак · d3 чорний король · e3 чорний пішак · a2 білий ферзь · c2 білий кінь · f2 білий пішак · a1 біла тура · e1 білий король · f1 чорний кінь · h1 білий кінь | e8 чорний кінь · f8 чорна тура · g8 білий слон · f7 чорний пішак · g5 білий пішак · d4 білий пішак · e4 чорний пішак · g4 чорний пішак · b3 білий пішак · c3 чорний пішак · d3 чорний король · e3 чорний пішак · a2 білий ферзь · c2 білий кінь · f2 білий пішак · a1 біла тура · e1 білий король · f1 чорний кінь · h1 білий кінь | e8 чорний кінь · f8 чорна тура · g8 білий слон · f7 чорний пішак · g5 білий пішак · d4 білий пішак · e4 чорний пішак · g4 чорний пішак · b3 білий пішак · c3 чорний пішак · d3 чорний король · e3 чорний пішак · a2 білий ферзь · c2 білий кінь · f2 білий пішак · a1 біла тура · e1 білий король · f1 чорний кінь · h1 білий кінь | e8 чорний кінь · f8 чорна тура · g8 білий слон · f7 чорний пішак · g5 білий пішак · d4 білий пішак · e4 чорний пішак · g4 чорний пішак · b3 білий пішак · c3 чорний пішак · d3 чорний король · e3 чорний пішак · a2 білий ферзь · c2 білий кінь · f2 білий пішак · a1 біла тура · e1 білий король · f1 чорний кінь · h1 білий кінь | e8 чорний кінь · f8 чорна тура · g8 білий слон · f7 чорний пішак · g5 білий пішак · d4 білий пішак · e4 чорний пішак · g4 чорний пішак · b3 білий пішак · c3 чорний пішак · d3 чорний король · e3 чорний пішак · a2 білий ферзь · c2 білий кінь · f2 білий пішак · a1 біла тура · e1 білий король · f1 чорний кінь · h1 білий кінь | 5 |
| 4 | e8 чорний кінь · f8 чорна тура · g8 білий слон · f7 чорний пішак · g5 білий пішак · d4 білий пішак · e4 чорний пішак · g4 чорний пішак · b3 білий пішак · c3 чорний пішак · d3 чорний король · e3 чорний пішак · a2 білий ферзь · c2 білий кінь · f2 білий пішак · a1 біла тура · e1 білий король · f1 чорний кінь · h1 білий кінь | e8 чорний кінь · f8 чорна тура · g8 білий слон · f7 чорний пішак · g5 білий пішак · d4 білий пішак · e4 чорний пішак · g4 чорний пішак · b3 білий пішак · c3 чорний пішак · d3 чорний король · e3 чорний пішак · a2 білий ферзь · c2 білий кінь · f2 білий пішак · a1 біла тура · e1 білий король · f1 чорний кінь · h1 білий кінь | e8 чорний кінь · f8 чорна тура · g8 білий слон · f7 чорний пішак · g5 білий пішак · d4 білий пішак · e4 чорний пішак · g4 чорний пішак · b3 білий пішак · c3 чорний пішак · d3 чорний король · e3 чорний пішак · a2 білий ферзь · c2 білий кінь · f2 білий пішак · a1 біла тура · e1 білий король · f1 чорний кінь · h1 білий кінь | e8 чорний кінь · f8 чорна тура · g8 білий слон · f7 чорний пішак · g5 білий пішак · d4 білий пішак · e4 чорний пішак · g4 чорний пішак · b3 білий пішак · c3 чорний пішак · d3 чорний король · e3 чорний пішак · a2 білий ферзь · c2 білий кінь · f2 білий пішак · a1 біла тура · e1 білий король · f1 чорний кінь · h1 білий кінь | e8 чорний кінь · f8 чорна тура · g8 білий слон · f7 чорний пішак · g5 білий пішак · d4 білий пішак · e4 чорний пішак · g4 чорний пішак · b3 білий пішак · c3 чорний пішак · d3 чорний король · e3 чорний пішак · a2 білий ферзь · c2 білий кінь · f2 білий пішак · a1 біла тура · e1 білий король · f1 чорний кінь · h1 білий кінь | e8 чорний кінь · f8 чорна тура · g8 білий слон · f7 чорний пішак · g5 білий пішак · d4 білий пішак · e4 чорний пішак · g4 чорний пішак · b3 білий пішак · c3 чорний пішак · d3 чорний король · e3 чорний пішак · a2 білий ферзь · c2 білий кінь · f2 білий пішак · a1 біла тура · e1 білий король · f1 чорний кінь · h1 білий кінь | e8 чорний кінь · f8 чорна тура · g8 білий слон · f7 чорний пішак · g5 білий пішак · d4 білий пішак · e4 чорний пішак · g4 чорний пішак · b3 білий пішак · c3 чорний пішак · d3 чорний король · e3 чорний пішак · a2 білий ферзь · c2 білий кінь · f2 білий пішак · a1 біла тура · e1 білий король · f1 чорний кінь · h1 білий кінь | e8 чорний кінь · f8 чорна тура · g8 білий слон · f7 чорний пішак · g5 білий пішак · d4 білий пішак · e4 чорний пішак · g4 чорний пішак · b3 білий пішак · c3 чорний пішак · d3 чорний король · e3 чорний пішак · a2 білий ферзь · c2 білий кінь · f2 білий пішак · a1 біла тура · e1 білий король · f1 чорний кінь · h1 білий кінь | 4 |
| 3 | e8 чорний кінь · f8 чорна тура · g8 білий слон · f7 чорний пішак · g5 білий пішак · d4 білий пішак · e4 чорний пішак · g4 чорний пішак · b3 білий пішак · c3 чорний пішак · d3 чорний король · e3 чорний пішак · a2 білий ферзь · c2 білий кінь · f2 білий пішак · a1 біла тура · e1 білий король · f1 чорний кінь · h1 білий кінь | e8 чорний кінь · f8 чорна тура · g8 білий слон · f7 чорний пішак · g5 білий пішак · d4 білий пішак · e4 чорний пішак · g4 чорний пішак · b3 білий пішак · c3 чорний пішак · d3 чорний король · e3 чорний пішак · a2 білий ферзь · c2 білий кінь · f2 білий пішак · a1 біла тура · e1 білий король · f1 чорний кінь · h1 білий кінь | e8 чорний кінь · f8 чорна тура · g8 білий слон · f7 чорний пішак · g5 білий пішак · d4 білий пішак · e4 чорний пішак · g4 чорний пішак · b3 білий пішак · c3 чорний пішак · d3 чорний король · e3 чорний пішак · a2 білий ферзь · c2 білий кінь · f2 білий пішак · a1 біла тура · e1 білий король · f1 чорний кінь · h1 білий кінь | e8 чорний кінь · f8 чорна тура · g8 білий слон · f7 чорний пішак · g5 білий пішак · d4 білий пішак · e4 чорний пішак · g4 чорний пішак · b3 білий пішак · c3 чорний пішак · d3 чорний король · e3 чорний пішак · a2 білий ферзь · c2 білий кінь · f2 білий пішак · a1 біла тура · e1 білий король · f1 чорний кінь · h1 білий кінь | e8 чорний кінь · f8 чорна тура · g8 білий слон · f7 чорний пішак · g5 білий пішак · d4 білий пішак · e4 чорний пішак · g4 чорний пішак · b3 білий пішак · c3 чорний пішак · d3 чорний король · e3 чорний пішак · a2 білий ферзь · c2 білий кінь · f2 білий пішак · a1 біла тура · e1 білий король · f1 чорний кінь · h1 білий кінь | e8 чорний кінь · f8 чорна тура · g8 білий слон · f7 чорний пішак · g5 білий пішак · d4 білий пішак · e4 чорний пішак · g4 чорний пішак · b3 білий пішак · c3 чорний пішак · d3 чорний король · e3 чорний пішак · a2 білий ферзь · c2 білий кінь · f2 білий пішак · a1 біла тура · e1 білий король · f1 чорний кінь · h1 білий кінь | e8 чорний кінь · f8 чорна тура · g8 білий слон · f7 чорний пішак · g5 білий пішак · d4 білий пішак · e4 чорний пішак · g4 чорний пішак · b3 білий пішак · c3 чорний пішак · d3 чорний король · e3 чорний пішак · a2 білий ферзь · c2 білий кінь · f2 білий пішак · a1 біла тура · e1 білий король · f1 чорний кінь · h1 білий кінь | e8 чорний кінь · f8 чорна тура · g8 білий слон · f7 чорний пішак · g5 білий пішак · d4 білий пішак · e4 чорний пішак · g4 чорний пішак · b3 білий пішак · c3 чорний пішак · d3 чорний король · e3 чорний пішак · a2 білий ферзь · c2 білий кінь · f2 білий пішак · a1 біла тура · e1 білий король · f1 чорний кінь · h1 білий кінь | 3 |
| 2 | e8 чорний кінь · f8 чорна тура · g8 білий слон · f7 чорний пішак · g5 білий пішак · d4 білий пішак · e4 чорний пішак · g4 чорний пішак · b3 білий пішак · c3 чорний пішак · d3 чорний король · e3 чорний пішак · a2 білий ферзь · c2 білий кінь · f2 білий пішак · a1 біла тура · e1 білий король · f1 чорний кінь · h1 білий кінь | e8 чорний кінь · f8 чорна тура · g8 білий слон · f7 чорний пішак · g5 білий пішак · d4 білий пішак · e4 чорний пішак · g4 чорний пішак · b3 білий пішак · c3 чорний пішак · d3 чорний король · e3 чорний пішак · a2 білий ферзь · c2 білий кінь · f2 білий пішак · a1 біла тура · e1 білий король · f1 чорний кінь · h1 білий кінь | e8 чорний кінь · f8 чорна тура · g8 білий слон · f7 чорний пішак · g5 білий пішак · d4 білий пішак · e4 чорний пішак · g4 чорний пішак · b3 білий пішак · c3 чорний пішак · d3 чорний король · e3 чорний пішак · a2 білий ферзь · c2 білий кінь · f2 білий пішак · a1 біла тура · e1 білий король · f1 чорний кінь · h1 білий кінь | e8 чорний кінь · f8 чорна тура · g8 білий слон · f7 чорний пішак · g5 білий пішак · d4 білий пішак · e4 чорний пішак · g4 чорний пішак · b3 білий пішак · c3 чорний пішак · d3 чорний король · e3 чорний пішак · a2 білий ферзь · c2 білий кінь · f2 білий пішак · a1 біла тура · e1 білий король · f1 чорний кінь · h1 білий кінь | e8 чорний кінь · f8 чорна тура · g8 білий слон · f7 чорний пішак · g5 білий пішак · d4 білий пішак · e4 чорний пішак · g4 чорний пішак · b3 білий пішак · c3 чорний пішак · d3 чорний король · e3 чорний пішак · a2 білий ферзь · c2 білий кінь · f2 білий пішак · a1 біла тура · e1 білий король · f1 чорний кінь · h1 білий кінь | e8 чорний кінь · f8 чорна тура · g8 білий слон · f7 чорний пішак · g5 білий пішак · d4 білий пішак · e4 чорний пішак · g4 чорний пішак · b3 білий пішак · c3 чорний пішак · d3 чорний король · e3 чорний пішак · a2 білий ферзь · c2 білий кінь · f2 білий пішак · a1 біла тура · e1 білий король · f1 чорний кінь · h1 білий кінь | e8 чорний кінь · f8 чорна тура · g8 білий слон · f7 чорний пішак · g5 білий пішак · d4 білий пішак · e4 чорний пішак · g4 чорний пішак · b3 білий пішак · c3 чорний пішак · d3 чорний король · e3 чорний пішак · a2 білий ферзь · c2 білий кінь · f2 білий пішак · a1 біла тура · e1 білий король · f1 чорний кінь · h1 білий кінь | e8 чорний кінь · f8 чорна тура · g8 білий слон · f7 чорний пішак · g5 білий пішак · d4 білий пішак · e4 чорний пішак · g4 чорний пішак · b3 білий пішак · c3 чорний пішак · d3 чорний король · e3 чорний пішак · a2 білий ферзь · c2 білий кінь · f2 білий пішак · a1 біла тура · e1 білий король · f1 чорний кінь · h1 білий кінь | 2 |
| 1 | e8 чорний кінь · f8 чорна тура · g8 білий слон · f7 чорний пішак · g5 білий пішак · d4 білий пішак · e4 чорний пішак · g4 чорний пішак · b3 білий пішак · c3 чорний пішак · d3 чорний король · e3 чорний пішак · a2 білий ферзь · c2 білий кінь · f2 білий пішак · a1 біла тура · e1 білий король · f1 чорний кінь · h1 білий кінь | e8 чорний кінь · f8 чорна тура · g8 білий слон · f7 чорний пішак · g5 білий пішак · d4 білий пішак · e4 чорний пішак · g4 чорний пішак · b3 білий пішак · c3 чорний пішак · d3 чорний король · e3 чорний пішак · a2 білий ферзь · c2 білий кінь · f2 білий пішак · a1 біла тура · e1 білий король · f1 чорний кінь · h1 білий кінь | e8 чорний кінь · f8 чорна тура · g8 білий слон · f7 чорний пішак · g5 білий пішак · d4 білий пішак · e4 чорний пішак · g4 чорний пішак · b3 білий пішак · c3 чорний пішак · d3 чорний король · e3 чорний пішак · a2 білий ферзь · c2 білий кінь · f2 білий пішак · a1 біла тура · e1 білий король · f1 чорний кінь · h1 білий кінь | e8 чорний кінь · f8 чорна тура · g8 білий слон · f7 чорний пішак · g5 білий пішак · d4 білий пішак · e4 чорний пішак · g4 чорний пішак · b3 білий пішак · c3 чорний пішак · d3 чорний король · e3 чорний пішак · a2 білий ферзь · c2 білий кінь · f2 білий пішак · a1 біла тура · e1 білий король · f1 чорний кінь · h1 білий кінь | e8 чорний кінь · f8 чорна тура · g8 білий слон · f7 чорний пішак · g5 білий пішак · d4 білий пішак · e4 чорний пішак · g4 чорний пішак · b3 білий пішак · c3 чорний пішак · d3 чорний король · e3 чорний пішак · a2 білий ферзь · c2 білий кінь · f2 білий пішак · a1 біла тура · e1 білий король · f1 чорний кінь · h1 білий кінь | e8 чорний кінь · f8 чорна тура · g8 білий слон · f7 чорний пішак · g5 білий пішак · d4 білий пішак · e4 чорний пішак · g4 чорний пішак · b3 білий пішак · c3 чорний пішак · d3 чорний король · e3 чорний пішак · a2 білий ферзь · c2 білий кінь · f2 білий пішак · a1 біла тура · e1 білий король · f1 чорний кінь · h1 білий кінь | e8 чорний кінь · f8 чорна тура · g8 білий слон · f7 чорний пішак · g5 білий пішак · d4 білий пішак · e4 чорний пішак · g4 чорний пішак · b3 білий пішак · c3 чорний пішак · d3 чорний король · e3 чорний пішак · a2 білий ферзь · c2 білий кінь · f2 білий пішак · a1 біла тура · e1 білий король · f1 чорний кінь · h1 білий кінь | e8 чорний кінь · f8 чорна тура · g8 білий слон · f7 чорний пішак · g5 білий пішак · d4 білий пішак · e4 чорний пішак · g4 чорний пішак · b3 білий пішак · c3 чорний пішак · d3 чорний король · e3 чорний пішак · a2 білий ферзь · c2 білий кінь · f2 білий пішак · a1 біла тура · e1 білий король · f1 чорний кінь · h1 білий кінь | 1 |
|   | a | b | c | d | e | f | g | h |   |

Одні й ті ж чорні пішаки (b5 i с4) в першому варіанті не повинні мати змоги рухатися (щоб після 2. С : g2 чорні були зобов'язані блокувати поле h1), а в другому вони не можуть бути нерухомими!
На діаграмі  В. Мельниченко, 1972 р. варіанти з взяттям пішаків на проході (тричі!) дотепно доповнені рокіровкою білих:
1. f4! (із загрозою Кb4+ Кр : d4 3. Фа7Х),
1. ...  gf  2. 0-0-0!  Кре2 Фа6X,
1. ... ef 2. Сh7+ f5  3. gf Х (на проході!).